# Tarchomińskie Zakłady Farmaceutyczne Polfa

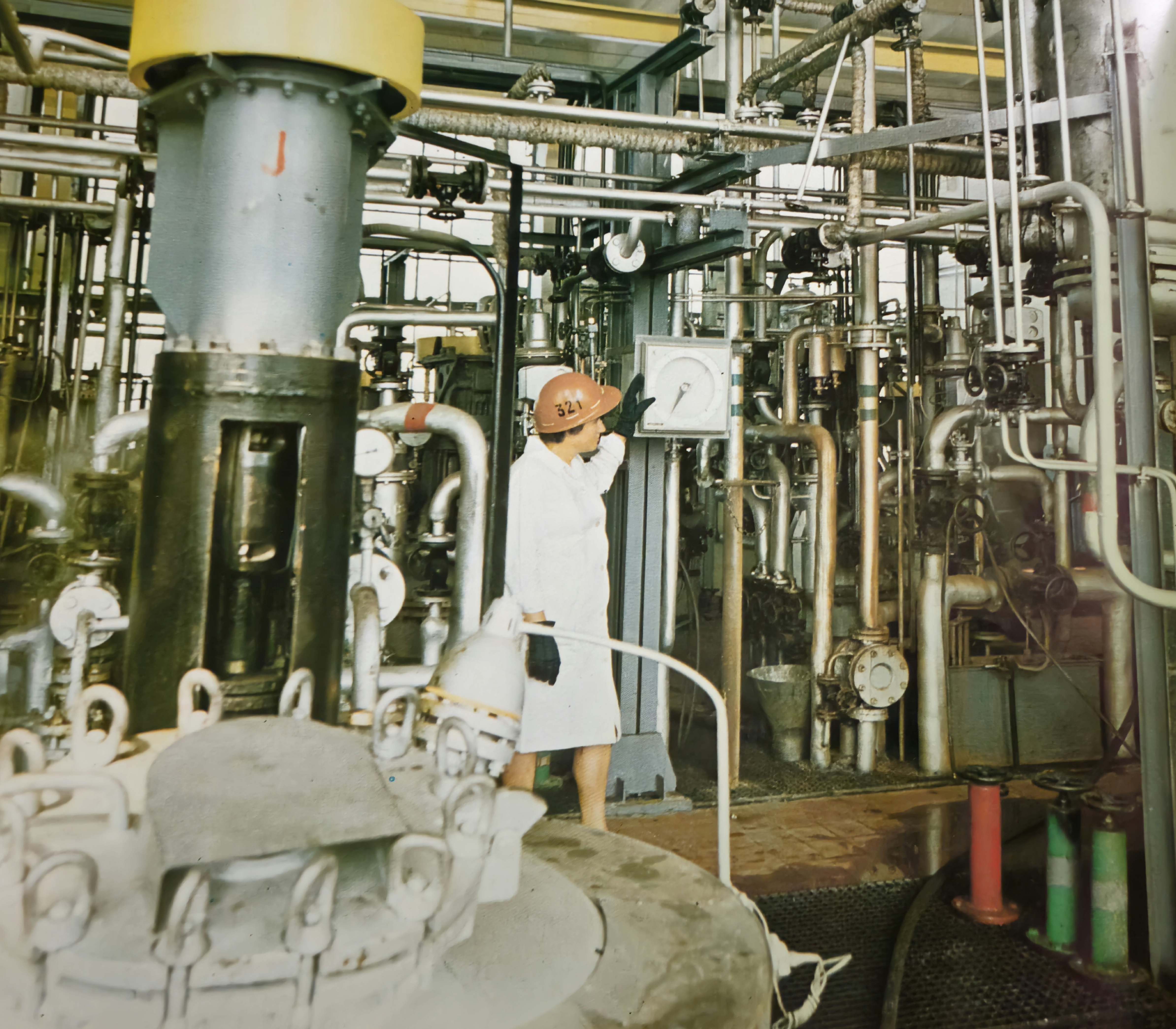
Reaktor w hali syntez chemicznych w latach 70.

Tarchomińskie Zakłady Farmaceutyczne Polfa S.A. – polskie przedsiębiorstwo farmaceutyczne z siedzibą w Warszawie. Spółka wytwarza antybiotyki, leki dermatologiczne i CNS (działające na ośrodkowy układ nerwowy), insulinę ludzką i suplementy diety.

## Działalność
Historia przedsiębiorstwa sięga 1823 r., kiedy to w podwarszawskiej wsi Tarchomin powstała Fabryka Płodów Chemicznych, przekształcona po latach w Przemysłowo-Handlowe Zakłady Chemiczne „Ludwik Spiess i Syn”. W 1939 spółka zatrudniała w Tarchominie ok. 300 pracowników
W 1944 r. fabryka została zniszczona w 70%; po wojnie została odbudowana i rozbudowana (m.in. w 1957–1958 i 1972). W 1945 została przejęta przez państwo. W 1950 (według innego źródła w lipcu 1949), dzięki aparaturze dostarczonej przez UNRRA, w fabryce rozpoczęto wytwarzanie peniciliny. Stała się ona jedynym producentem tego antybiotyku w Polsce. Temu epizodowi w historii zakładu poświęcona jest powieść Aleksandra Jackiewicza Penicilina (1951).
Polfa Tarchomin była jednym z pierwszych producentów insuliny na świecie – jej produkcję rozpoczęto w 1953 (początkowo jako insulinę bezpostaciową). W 2001 roku rozpoczęto pracę nad produkcją insuliny ludzkiej, wdrożono ją do produkcji w 2005. Obecnie przedsiębiorstwo produkuje kilka rodzajów insuliny ludzkiej.
W 1975 r. Polfa zatrudniała ok. 3100 pracowników i prowadziła przyzakładową zasadniczą szkołę zawodową, wieczorowe technikum chemiczne, żłobek, przedszkole oraz Zakładowy Dom Kultury.
Przedsiębiorstwo jest jednym z największych producentów leków generycznych w Polsce. Wytwarza m.in. leki przeciwinfekcyjne, insuliny, leki psychotropowe oraz preparaty dermatologiczne. Jego większościowym właścicielem jest Skarb Państwa (85,69% udziału), pozostałe udziały posiadają pracownicy.
W 2021 znajdująca się na terenie kompleksu Polfy wieża wodna została wpisana do rejestru zabytków.